# Reserva índia de Red Lake
Red Lake és una reserva índia de la nació anishinaabemowin en el nord-centre de Minnesota. Té 3.400 km² (830.000 acres) en els comtats de Beltrami i Clearwater. Segons el cens del 2000 hi havia 5.071 residents, i és l'indret amb més concentració ameríndia de Minnesota, llevat la ciutat de Minneapolis, on hi viuen 8,378 amerindis.
La reserva fou creada arran del Tractat d'Old Crossing del 1863. La principal font de recursos és la pesca, la tala d'arbres i els subsidis federals (50-60 milions $ anyals). Un 40% dels residents a la reserva viuen al llindar de la pobresa, malgrat la creació del Casino River Road. Això provocaria aldarulls el 1979 que acabaren amb la cremada de la casa del tresorer tribal per una multitud enfurismada. El cap del consell tribal és Floyd Jourdain Jr.